# Tempestade tropical 01Q
A Tempestade 01Q foi uma tempestade com características tropicais e extratropicais que atingiu uma vasta área do Rio Grande do Sul até a Bahia no início de fevereiro de 2021.
As rajadas de vento passaram dos 100 km/h em grande parte da região sul, entre 60 e 80 km/h em São Paulo e entre 50 a 60 km/h no sul do Rio de Janeiro e houve ressaca com ondas de até 4m entre Chuí (RS) e Angra dos Reis (RJ). 
Inicialmente, houve modelos que indicavam, segundo os portais Climatempo e Metsul, que o fenômeno poderia ser um ciclone bomba, mas ao fim isto não foi confirmado.    

## História meteorológica
No dia 02 de fevereiro, a Administração Oceânica e Atmosférica Nacional (NOAA, em inglês) anunciou que um sistema havia se desprendido da frente fria que a formou, adquiriu características subtropicais e depois tropicais até às 17 h (UTC-6), no entanto a Marinha do Brasil não identificou nenhuma tempestade tropical ou subtropical em seus radares e ignorou este aviso, informando apenas, em três boletins emitidos entre 02 e 04 de fevereiro, sobre a "formação e a passagem de um sistema frontal".   
No dia 06 de fevereiro, a NOAA emitiu duas notas, uma reportando que o sistema "havia ganho características tropicais suficientes" e outra que o fenômeno não retinha mais estas características e que os boletins seriam descontinuados.  
Inicialmente, houve modelos que indicavam, segundo os portais Climatempo e Metsul, que o fenômeno poderia ser um ciclone bomba, mas ao fim isto não foi confirmado pelos órgãos meteorológicos oficiais. "O ciclone extratropical descrito nas previsões do tempo da Sigma Meteorologia, parceira da Conexão GeoClima, seria de forma explosiva, mas em alto mar, porém certas características não foram projetadas pelos modelos meteorológico", explicou o portal Conexão Geoclima.     
A Marinha do Brasil sequer chegou a nomear o sistema. "É a primeira vez que um sistema subtropical/tropical ficará sem nomeação, desde a designação do CHM para classificar esses tipos de ciclone em 2011", enfatizou o Conexão Geoclima.